# Plesiomorpha
Plesiomorpha là một chi bướm đêm thuộc họ Geometridae.